# I. Oszkár svéd király
I. Oszkár (Párizs, 1799. július 4. – Stockholm, 1859. július 8.) Svédország és a vele 1814 óta perszonálunióban álló Norvégia királya 1844-től haláláig. A Bernadotte-ház második uralkodója. Trónra lépése után számos reformot támogatott, uralkodói stílusára a paternalizmus volt jellemző. 1848 után  gondolkodásmódja egyre konzervatívabbá vált, főként alkotmányos kérdések tekintetében. Külpolitikáját oroszellenesség jellemezte.

## Élete

### Származása, ifjúkora
Édesapja Jean Baptiste Bernadotte volt, a francia forradalom tábornoka, Franciaország marsallja, később 1818-tól Svédország (XIV. Károly János néven) és Norvégia (III. Károly János néven) királya. Édesanyja pedig Napóleon francia császár korábbi jegyese, Désirée Clary volt. Szüleinek egyetlen gyermekeként született. Keresztapja maga Napóleon lett.
1810-ben költözött szüleivel Párizsból Stockholmba. A költözés oka az volt, hogy apját a svéd országgyűlés (Riksdag) megtette trónörökösnek (södermanlandi hercegnek), mint XIII. Károly svéd király fogadott fiát. Apja felvette a lutheránus hitet és megtanulta a nyelvet. Oszkár 1818 óta (apja trónra lépésétől) trónörökös volt, valamint tengernaggyá, az I. lovasdandár parancsnokává és Uppsala, Lund és Kristiania egyetemeinek kancellárjává nevezték ki. 1822-ben körutazást tett Németországban és Olaszországban, majd később látogatást tett Oroszországban is. 1824-től Norvégia alkirályaként működött.
1838-ban apja azzal gyanúsította, hogy ellene szervezkedik és változást akar a miniszterek személyében, vagy esetleg le akarja mondatni apját. Nem bizonyított, hogy Oszkár támogatta a Liberális Pártot apja ellenében, az viszont tény, hogy rossz szemmel nézte apja despotikus uralkodását. Liberalizmusa már trónra lépése előtt is megnyilvánult, a közoktatást támogató írásában (1839), valamint az 1840-ben, Stockholmban álnév alatt megjelent írásában („Om Straff och straffanstalter”), melyben a börtönreformokat támogatta, a kínzások és halálbüntetések betiltását, ugyanakkor fellépett a börtönben élők életkörülményeinek javításáért.

### Uralkodása
Apja halála után 1844-ben lépett trónra. Trónra lépése után számos reformot támogatott. Kezdeti liberalizmusa és az adópolitikáról, a sajtószabadságról és a büntetőjogi reformról alkotott nézetei egybeestek a politikai változások szükségességével és az iparosodás követelményeivel. Ezek mellett ő tette az első lépést a nemek közötti egyenlőség kivívásásra, mikor 1845-ben keresztül vitte azt a törvényt, mely kimondta, hogy a férfi és női örökösök (testvérek) egyenlő mértékben részesülnek az örökségből, amennyiben az elhalt nem végrendelkezett. 1846-ban felszámolta a céhrendszert.
Jogalkotásában azt a szempontot vette figyelembe, hogy országainak gazdagságát növelje. 1857-ben a svéd parlament kijelentette, hogy egyik elődje sem tudott ilyen jólétet biztosítani alattvalóinak.
Oszkár a skandináv államok szövetségének híve volt, s mint ilyen a perszonálunióban álló két országot, Norvégiát és Svédországot ugyanolyan jogokkal ruházta fel, megalkotva a két ország közötti egyenlőséget. Nyomatékosításként új zászlót és címert készíttetett, melyben mindkét állam szerepet kapott. Az 1850-es években foglalkoztatta a 3 skandináv királyság egyesítése egy unióban, ám nehézségek miatt ez nem valósulhatott meg. Hogy Norvégiával kapcsolatát még szorosabbra fűzze, 1847. augusztus 21-én megalapította a Szent Olaf rendet, I. Olaf norvég király tiszteletére, kinek nevéhez fűződik az első sikeres kísérlet Norvégia keresztény hitre térítésében.

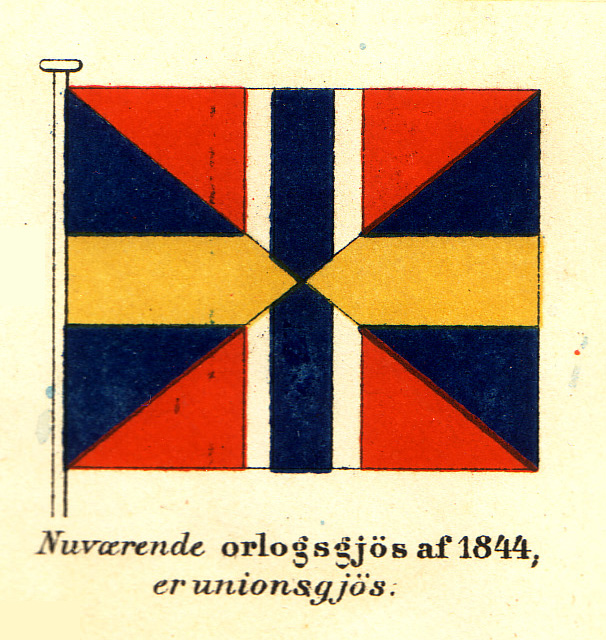
Az Uniós zászló mely 1844-től 1905-ig volt érvényben

A Schleswig-Holstein tartományokért folytatott harcokban Dániát támogatta a poroszok ellen (1848–52). A két tartomány német lakói lázadtak fel a dán annexió ellen. Oszkár csapatokat vezényelt először Fyn, majd Jütland vidékére, később pedig Észak-Schleswigbe (1849-50-ben). Közrejátszott a malmői tűzszünet aláírásában is (1848. augusztus 26). Az 1852-es londoni jegyzőkönyvben pedig azok között szerepelt, akik garanciát vállaltak Dánia sértetlenségéért, Schleswig-Holstein megtarthatta függetlenségét, de továbbra is a dán korona része maradt.
Attól tartva, hogy Oroszország igényt formálhat a Varangerfjordra, Oszkár semleges maradt a krími háborúban, később pedig szövetségre lépett Nagy-Britanniával és Franciaországgal (1855. november 25.), hogy országainak területi sértetlenségét fenntarthassa.
1857 őszén gyengélkedése miatt átengedte az ország vezetését fiának, XV. Károly svéd királynak.
A művészetekhez élénken vonzódó király, különösen a zene területén jeleskedett, egy opera, számos dal, keringő és indulók köthetők nevéhez. A spanyol Aranygyapjas rend 968. lovagja volt.

## Családja, gyermekei
Apja 4 feleségjelöltet választott ki fia számára.
- Vilma dán királyi hercegnő (1808–1891), VI. Frigyes dán király leánya
- Jozefina leuchtenbergi hercegnő (1807–1876), Eugene-nek, Leuchtenberg első hercegének leánya (az „ifjabb” Joséphine de Beauharnais),
- Mária hesseni hercegnő (* 1804),
- Mária szász-weimari hercegnő (* 1808)

Végül 1823. június 19-én feleségül vette Jozefina leuchtenbergi hercegnőt (1807–1876), született Joséphine Maximilienne de Beauharnais-t, Eugène de Beauharnais és Auguszta Amália bajor királyi hercegnő leányát, Joséphine de Beauharnais-nek, Napóleon első feleségének unokáját, aki egyben I. Miksa bajor király unokája is volt. Házasságukból a következő gyermekek születtek:
- Károly Lajos Jenő (1826–1872), később XV. Károly néven Svédország és Norvégia királya.
- Ferenc Gusztáv Oszkár, Uppland hercege (1827–1852).
- Oszkár Frigyes (1829–1907), később II. Oszkár néven Svédország és Norvégia királya.
- Sarolta Eugénia Auguszta svéd királyi hercegnő (1830–1889).
- Károly Miklós Ágost, Dalarna hercege (1831–1873).

A gyermekek szobáit a stockholmi királyi palota déli szárnyában rendezték be, nevelésüket Joséphine 1834-től Christopher Jacob Boström svéd filozófusra és Otto Aubert norvég tanárra bízta. A katolikus királyné gyermekeit a házassági szerződés értelmében evangélikus hitre nevelték.

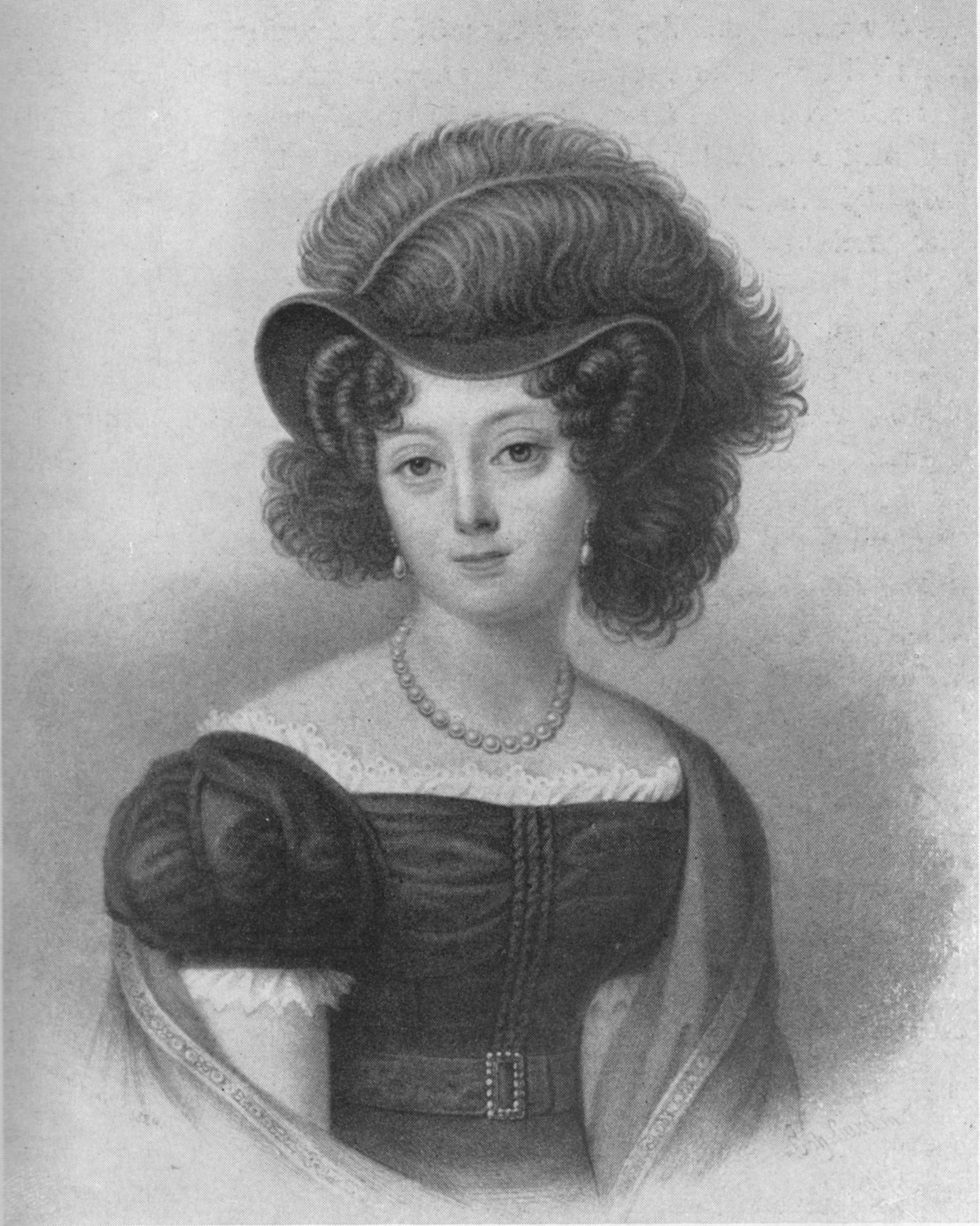
Jaquette Löwenhielm

Oszkárnak a szeretőitől is születtek gyermekei. Első szeretőjével még koronaherceg korában volt kapcsolatban. A szeretője egy katonatiszt lánya volt, született Gustava Charlotta Jacquette Aurora Gyldenstolpe, férjezett nevén, Jaquette Löwenhielm (1797-1839), férje altábornagy volt. 1817-től volt a felesége, de gyermekük nem született. A trónörökös 1819-től négy éven át volt az asszony szeretője, akitől 1819-ben gyermeke született: Oscaria (* 1819.-?). A kapcsolat, melyről az asszony férje is tudott Oszkár házasságával szakadt meg. Jaquette 1829-ben elvált férjétől, majd 1838-ban újra férjhez ment báró  Uno von Troil finn diplomatához (1803-1839). A pár hamarosan Konstantinápolyba költözött, ahol egy éven belül mindketten elhunytak.

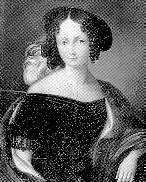
Emilie Sophie Högquist

Oszkár másik kedvese egy Emilie Sophie Högquist (1812-1846) nevű színésznő volt, apja kamarás, testvére, Jean szintén neves színésznő volt. Korábbi, John Bloomfield angol diplomatával fenntartott kapcsolatából is született egy lánya. Oszkár ez időben is még csak trónörökös volt, de ekkor már megvolt felesége és törvényes gyermekei. Oszkár a királyi vártól nem messze bérelt lakást szeretőjének és tőle született gyermekeienek. Azt beszélték, hogy Oszkár egy éjszakát kedvesével, egyet pedig törvényes nejével töltött felváltva. Az asszonytól két gyermeke született, akik a „Lappland hercege” gúnynevet kapták:
- Hjalmar Högquist (* Hamburg, 1839. június 18. – 1872). Kereskedő volt, Kínában halt meg.
- Max Högquist, (* Stockholm, 1840. augusztus 12. – 1874), nevét apjának sógora, Maximilien de Beauharnais után kapta, 1874-ben halt meg Londonban.

Emilie 1846-ban, Torinóban halt meg, tuberkulózisban. Életéről 1939-ben nagy költségvetésű svéd film készült.

## Külső hivatkozások
- Oszkár svéd király életrajzi, családi adatai (The Peerage).

| Előző uralkodó: XIV. Károly János | Svédország uralkodója 1844 – 1859 | Következő uralkodó: XV. Károly |

| Előző uralkodó: III. Károly János | Norvégia uralkodója 1844 - 1859 | Következő uralkodó: IV. Károly |